# عمود التوجيه

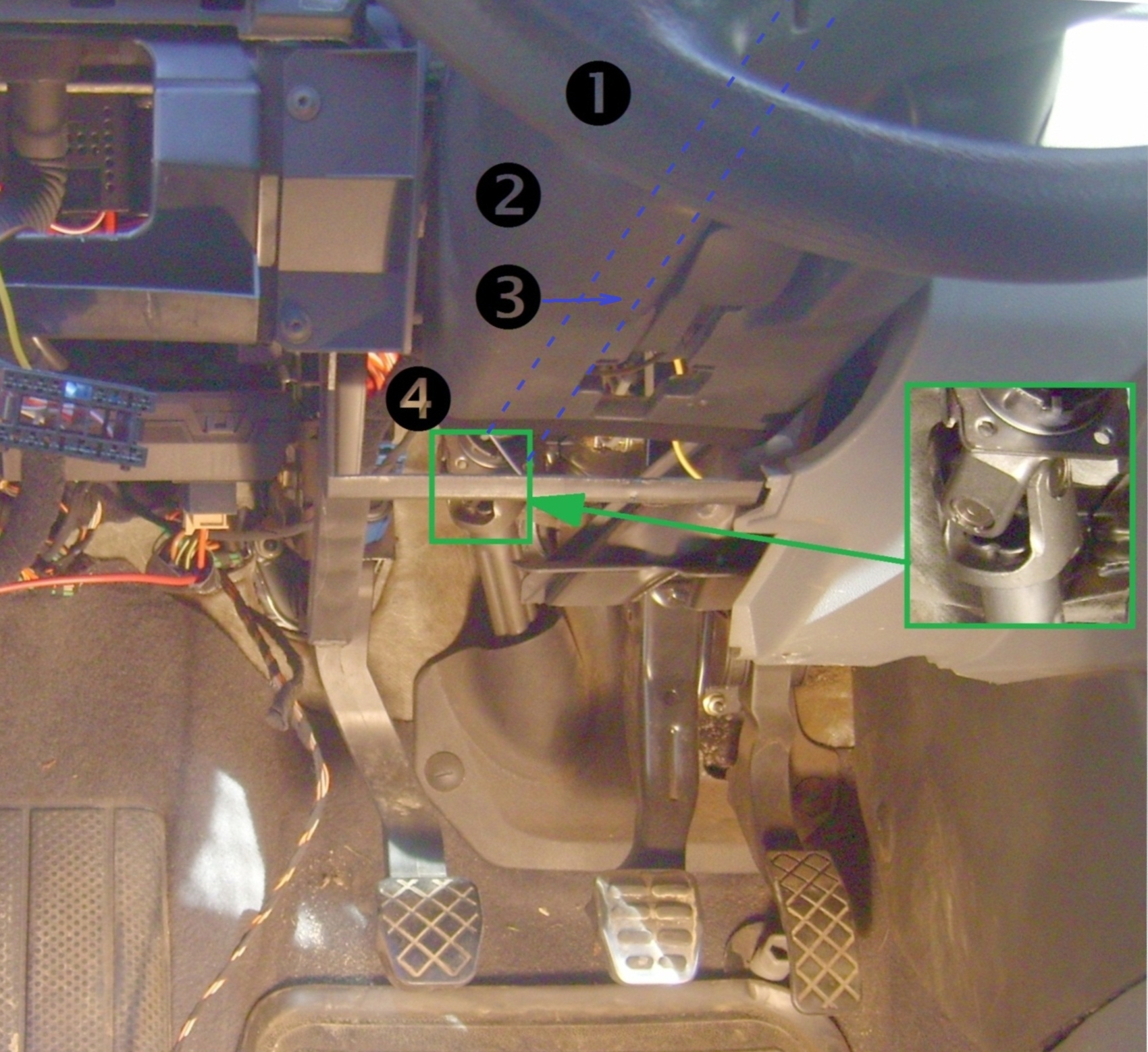
تفاصيل عمود التوجيه

عمود التوجيه بالسيارة يُستخدم لربط نظام التوجيه بعجلة القيادة أو لتحويل العزم المبذول على عجلة القيادة.بعمود التوجيه القابل للدوران، المتصل بعجلة القيادة من الطرف العلوي وصندوق التوجيه من الطرف الآخر. لأسباب تتعلق بالسلامة، تتميز جميع السيارات الحديثة بعمود توجيه قابل للطي في حالة الاصطدام الأمامي العنيف وتعتبر من الاحزاء المهمة في القيادة 

## وظائف عمود التوجيه الثانوية
يمكن لعمود التوجيه أن يقوم ببعض الوظائف الثانوية مثل: 
- تبديد الطاقة الناتجة عن حالة التصادم الأمامي.
- كما يعتبر ركيزة لأجل المفتاح متعدد الوظائف، وقفل العمود (column lock)، وسلك العمود (column wiring)، وغطاء العمود (column shroud)، واختيار ناقل الحركة (transmission gear selector) أو أدوات أخرى بجانب الموتور الكهربائي ووحدة التروس الموجودة بنظام EPAS وSBW.
- بالإضافة إلى ذلك يسمح بضبط ارتفاع عجلة القيادة لتنساب السائق.

## غلق عجلة القيادة
تم تزويد السيارات الحديثة بخاصية قفل عجلة القيادة للحماية من السرقة. حيث يتم تثبيت عمود التوجيه أسفل عجلة القيادة. ويتم ربط قفل عجلة القيادة بمفتاح الإشعال (الكونتاكت)، ويتم التحكم فيه من خلال مفتاح إشعال ميكانيكي أو إلكتروني من  وحدة التحكم الإلكتروني بالسيارة. وقد تم تطوير هذه الخاصية عام 1969م للحد من حوادث السرقة.

## متطلبات الرقابة
في الولايات المتحدة يخضع عمود التوجيه للعديد من متطلبات الرقابة مثل  (FMVSS108, 114 and 208)